# Ruger P

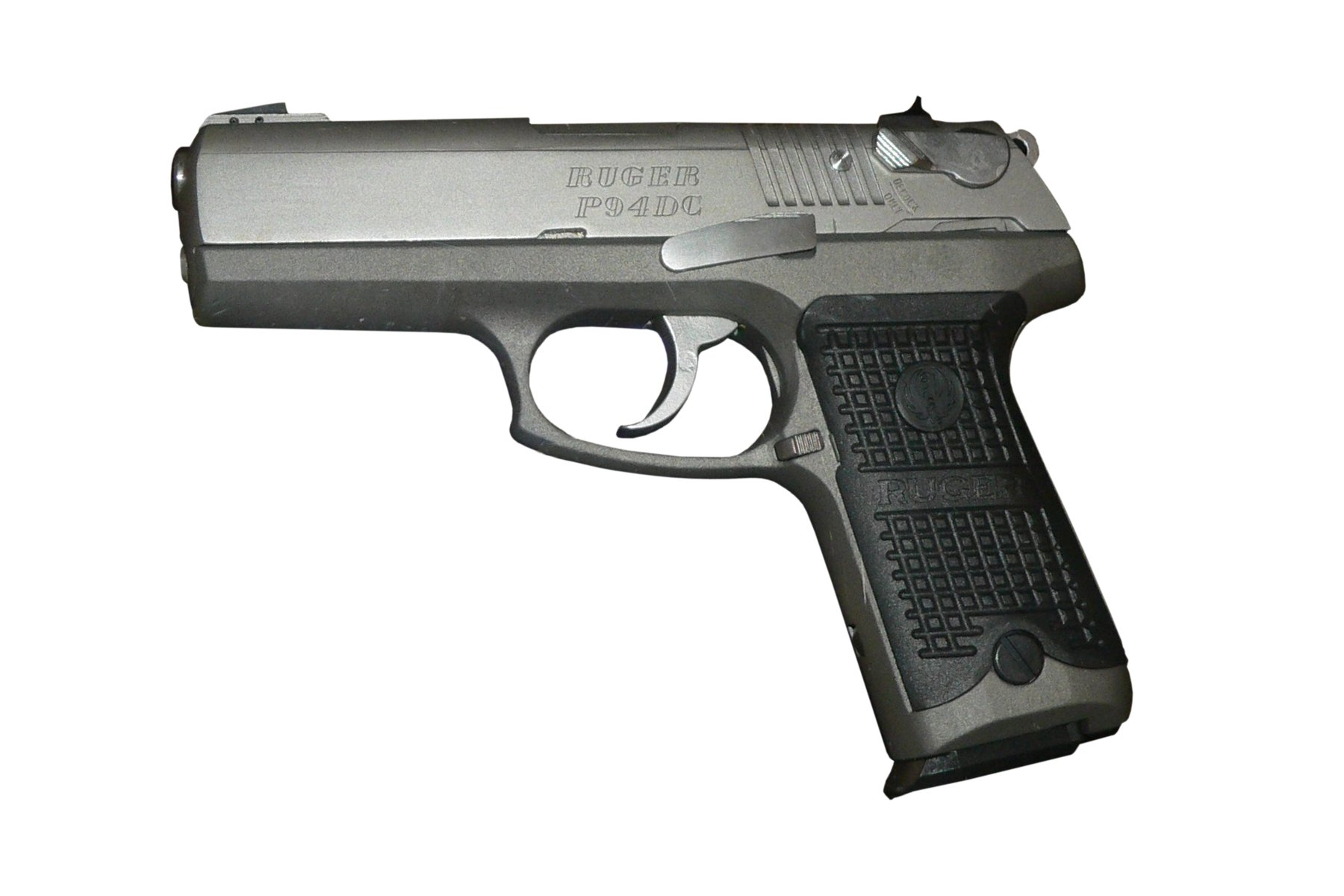
Ruger P94.

La compagnie Ruger commercialise une série de pistolets semi-automatique double action destinée au marché civil dont la désignation commence par P dont l'ambition est d'offrir un produit de bonne qualité, fiable pour un prix raisonnable. 
Le premier modèle de la gamme développé en 1985 et mis sur le marché en 1987 souffrait néanmoins de quelques problèmes de prise en mains. Il connut une seconde version le P85 MkII puis fut remplacé en 1991 par le P89. 
Les pistolets Ruger à la silhouette massive ont une réputation de robustesse, la capacité de certains modèles est limitée à 10 coups pour des raisons légales.
La gamme aujourd'hui particulièrement étoffée propose trois types de détentes : 
- DA : Détente double action avec sécurité et levier de désarmement du percuteur
- DC : Détente double action avec levier de désarmement du percuteur uniquement
- DAO : Détente double action uniquement sans sécurité manuelle.

|                      | P85             | P89                       | P90                       | P91       | P93                       | P94/P944                  | P95                       | P97                       |
| Calibre              | 9 mm Parabellum | 9 mm Parabellum           | .45 ACP                   | .40 S&W   | 9 mm Parabellum           | 9 mm Parabellum/.40 S&W   | .40 S&W                   | .45 ACP                   |
| Détente              | DA              | DA DC DAO                 | DA DC                     | DC DAO    | DC DAO                    | DA DC DAO                 | DA DC DAO                 | DC DAO                    |
| Longueur             | 20 cm           | 20 cm                     | 20 cm                     | 20 cm     | 18,4 cm                   | 19,1 cm                   | 18,5 cm                   | 18,5 cm                   |
| Longueur du canon    | 11,4 cm         | 11,4 cm                   | 11,4 cm                   | 11 cm     | 9,9 cm                    | 10,8 cm                   | 9,9 cm                    | 9,9 cm                    |
| Poids non chargé     | 1,077 kg        | -                         | 0,980 kg                  | 0,900 kg  | 0,870 kg                  | 0,930 kg                  | 0,780 kg                  | 0,860 kg                  |
| Carcasse             | aluminium       | aluminium                 | aluminium                 | aluminium | aluminium                 | aluminium                 | polymère                  | polymère                  |
| Capacité             | 15 coups        | 15 et 10 coups            | 7 coups                   | 11 coups  | 10 coups                  | 10 coups                  | 10 coups                  | 8 coups                   |
| statut de production | 1987-1991       | en production depuis 1991 | en production depuis 1992 | 1992-1994 | en production depuis 1994 | en production depuis 1994 | en production depuis 1996 | en production depuis 1998 |